# Krista Vansant
Krista Vansant (ur. 31 marca 1993 w Whittier) – amerykańska siatkarka, grająca na pozycji przyjmującej. Od sezonu 2016/2017 występuje w drużynie University of Washington.

## Sukcesy klubowe
Superpuchar Szwajcarii:
- 2015

Puchar Szwajcarii:
- 2016

Mistrzostwo Szwajcarii:
- 2016

## Sukcesy reprezentacyjne
Puchar Panamerykański:
- 2015[2]

Igrzyska Panamerykańskie:
- 2015

Mistrzostwa Ameryki Północnej, Środkowej i Karaibów:
- 2015

## Nagrody indywidualne
- 2015 – MVP i najlepsza atakująca Pucharu Panamerykańskiego[3]
- 2015 – Najlepsza przyjmująca Igrzysk Panamerykańskich